# A63-11X

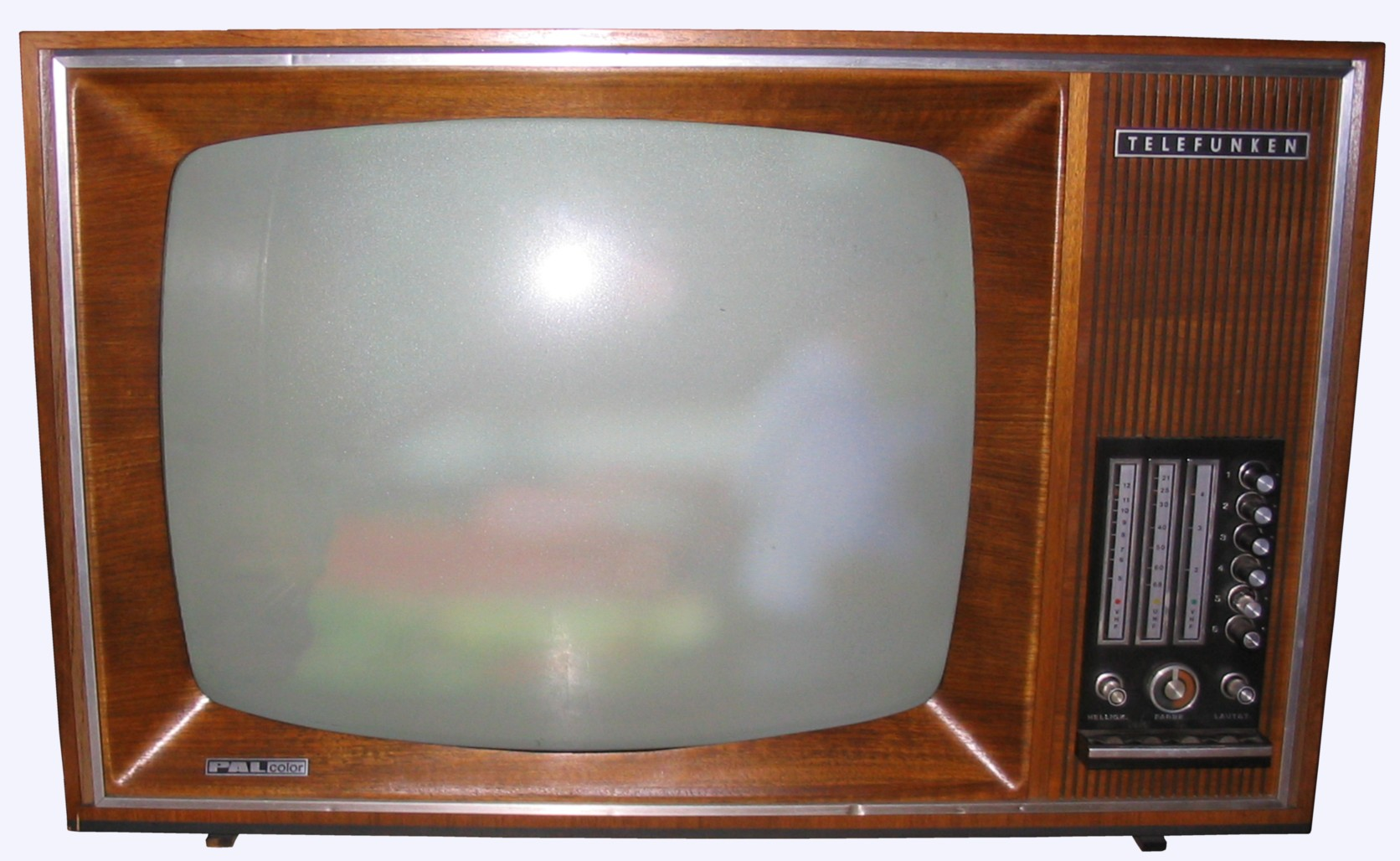
Telefunken PALcolor 708T von 1967 mit A63-11X

Die A63-11X war die erste Delta-Lochmasken-Farbbildröhre, die in Deutschland Mitte der 1960er Jahre entwickelt, gebaut und ab 1967 vertrieben wurde. Es gab sie von den Unternehmen Telefunken und Valvo. Sie wurde von fast allen Unternehmen in den Farbfernsehgeräten der ersten Generation verbaut und basiert auf der amerikanischen 25AXP22, die zu den ersten Rechteck-Farbbildröhren gehörten, die die amerikanischen Rundkolbenröhren ablösten.

## Technische Daten
Der Ablenkwinkel ist mit 90° angegeben, die Anodenspannung mit 25 Kilovolt (max. 27,5 Kilovolt). 

## Auslegung
Die Lochmaske der A63-11X war für die amerikanische Zeilenanzahl von 525 Zeilen nach dem NTSC-Verfahren ausgelegt. Bei der Wiedergabe eines Fernsehbildes mit 625 Zeilen, wie es z. B. bei PAL-codierten Farbfernsehen Norm ist, kam es infolge der größeren Lochabstände auf der Maske zu unerwünschten Moiré-Effekten (Schlierenbildungen) auf dem Bildschirm. Diese ließ sich durch eine Verminderung der Bildfokussierung etwas unterdrücken. Die Lochmasken der späteren Permachrom-Bildröhren (A56-120X, A65-120X, A66-120X) waren der 625-Zeilennorm nach PAL angepasst.

## Mechanik
Ein weiteres Manko der A63-11X war die Aufhängung der Lochmaske. Diese verzog sich unter der Erwärmung durch den Strahlstrom, dadurch kam es zu unliebsamen Fehlern in der Farbreinheit. Es galt die Regel, dass die Einstellung der Farbreinheit der Bildröhre erst nach ca. 15 Minuten Betrieb bei mittlerer Schirmhelligkeit vorgenommen werden durfte.

## Anordnung der Elektronenkanonen
Im Gegensatz zu neueren Farbbildröhren sind die drei Farb-Elektronenkanonen in Form eines Dreiecks im Bildröhrenhals untergebracht. Daher auch die Bezeichnung Delta-Bildröhre, im Gegensatz zu den Inline-Bildröhren, wo sie in einer Reihe nebeneinander liegen.

## Langzeiteigenschaften
Die A63-11X kann nach einer langen Ruhezeit von mehreren Jahrzehnten zu Emissionsverlust neigen. Dann fallen die Strahlströme der Kathoden bei der ersten Inbetriebnahme nach so langer Zeit auf sehr geringe Werte ab, und die Bildröhre weist bei einer Prüfung vorwiegend schwache Werte auf. Nach mehreren Betriebsstunden kann sie sich jedoch von selbst wieder regenerieren und bis zu ihrer früheren Strahlstromleistung zurückkehren. Daher sollte bei schwachen Werten mit einer Regenerierung gewartet werden, denn diese kann unter Umständen die Lebensdauer der Röhre erheblich verkürzen.